# بادی بولدن
چارلز بادی بولدن (به انگلیسی: Charles Buddy Bolden) ‏(۶ سپتامبر ۱۸۷۷–۴ نوامبر ۱۹۳۱)‏ نوازنده کورنت آمریکایی آفریقایی‌تبار بود که نقش بسیاری در توسعهٔ سبک موسیقی رگتایم نیواورلئان که بعدها با عنوان جاز مشهور شد داشت.
او را به نام کینگ بولدن می‌شناختند و ارکستر او از ۱۸۹۵ تا ۱۹۰۷ در صدر موسیقی نیو اورلئان بود. در همین سال بود که به شیزوفرنیا دچار شد و دیگر قادر به فعالیت نبود. هرگز صفحه‌ای منتشر نکرد ولی به خاطر صدای باز و بلندش شهرت داشت. جو کینگ آلیور و لویی آرمسترانگ که هر دو از بزرگان موسیقی جز هستند از بولدن الهامات فراوان گرفتند.
در ۱۹۰۷ زمان عذاب آوری را تحمل کرد. او را به آسایشگاه روانی فرستادند و بقیه عمر را در آنجا سپری کرد. از مطالعه پرونده پزشکی او چنین به نظر می‌رسد که او وضعیت روانی مشابهی با ونسان وان گوگ داشته‌است. در این زمان شهرت خود را از دست داد و حتی به یاد نمی‌آورد که زمانی موسیقیدان بوده‌است. پس از مرگ او را در گورستان گدایان نیواورلئان دفن کردند. هر چند در سال ۱۹۹۸ بنای یادبودی برایش در همان‌جا ساختند، اما محل دفن وی مشخص نیست.
بولدن الهام بخش داستان‌ها و نمایشنامه‌های متعددی است که در زمان حیاتش برای او شایعه‌سازی می‌کردند.
در موسیقی او ردپای موسیقی انجیلی و کلیسایی یافت می‌شود. همین‌طور در آوازهای او سایه‌هایی از رپ و راک قابل مشاهده است